# Саукалене, Барбора Ионовна
Барбора Ионовна Саукалене — советский литовский хозяйственный деятель, Герой Социалистического Труда.

## Биография
Родилась в 1917 году в селе Генчюй Медседжюй. Член КПСС с 1959 года.
В 1949—1968 — доярка колхоза имени Черняховского Клайпедского района Литовской ССР.
Указом Президиума Верховного Совета СССР от 5 апреля 1958 года присвоено звание Героя Социалистического Труда с вручением ордена Ленина и золотой медали «Серп и Молот».
Умерла в Литве после 1987 года.

## Награды и звания
- Герой Социалистического Труда (05.04.1958)
- Орден Ленина (05.04.1958)